# قسم شهر أباد الريفي (مقاطعة بردسكن)
قسم شهر أباد الريفي (بالفارسية: دهستان شهرآباد) هي منطقة ريفية تقع في إيران في خراسان رضوي. يقدر عدد سكانها بـ 8,615 نسمة .